# Кёнигсегг-Ротенфельс, Кристиан Мориц фон
Граф Кристиан Мориц фон Кёнигсегг-Ротенфельс (нем. Christian Moritz von Königsegg-Rothenfels; 24 ноября 1705, Вена — 21 июля 1778, Вена) — австрийский (имперский) фельдмаршал (1758).

## Биография
Родился в 1705 году. Выходец из владетельного графского рода Кёнигсегг. Сын владетельного графа Ротенфельсского Альберта Евсевия фон Кенигсегг-Ротенфельса (1669—1736) и его жены Клары Филиппины, урождённой графини фон Мандершайд унд фон Бланкенхайм (1667—1751). Племянник фельдмаршала Лотаря фон Кёнигсегг-Ротенфельса (1673—1751).
В молодом возрасте поступил офицером на австрийскую военную службу. Служил адъютантом у своего дяди и в дальнейшем дослужился до полковника в полку, где его дядя являлся шефом. В 1734 году, в ходе Войны за польское наследство, был ранен в битве при Гвасталле. Участвовал в Австро-турецких войнах и Войне за австрийское наследство. После заключения Второго Аахенского мира являлся имперским (австрийским) посланником при дворе Кёльнского курфюрста-епископа в Бонне.
Наиболее известен граф Кёнигсегг в связи с событиями Семилетней войны, в ходе которой войска под его командованием в 1757 году потерпели поражение от пруссаков в бою под Рейхенбергом. Несмотря на это, в следующем году он был произведён в фельдмаршалы, но в действующей армии больше не служил.
Жил в замке Альтсхаузен, который перестроил в стиле барокко с необычайной пышностью. Практически разорив население Альстхаузена, старый фельдмаршал, прихватив с собой многочисленную прислугу и личный оркестр из 16 человек, перебрался в Имменштадт-им-Алльгой, резиденцию своего внучатого племянника Фиделя Антона фон Кёнигсегг-Ротенфельса. Разорив и племянника, два года спустя он отправился в Бад-Вурцах, где скончался.